# Ude på noget
Ude på noget er en børneudsendelse i 13 afsnit, vist på Danmarks Radio i 1984 med karaktererne Palle, Polle og Ruth, der kunne rejse hvorhen de ville ved at fotografere med deres kamera. Hovedrollerne blev spillet af hhv. Jess Ingerslev, Tom McEwan og Ghita Nørby, mens seriens skurk, den rige fætter Sigurd Kæphøj, der prøver at få fingre i kameraet, blev spillet af Tommy Kenter.

## Bag kameraet
Serien blev instrueret af Anette Tony Hansen og Ulla Raben, og skrevet af Søren Kragh-Jacobsen og Niels Lund. Scenograf var J. Espen Hansen. 

Serien er præget af en række forskellige musikalske numre komponeret af Ole Fick.
Musikken blev spillet af Øyvind Ougaard, Hugo Rasmussen, Tom McEwan, Jess Ingerslev og Ole Fick.
Den røde bus der medvirker i serien er en Opel Blitz fra 1953 med karosseri fra Næsby Karosserifabrik. Den tilhørte oprindeligt De forenede Vognmænd og fra omkring 1965 Aage Sørensen fra Gilleleje. I 1982 blev den overtaget af veteranbilsamleren Viklit Graa Jørgensen. I forbindelse med optagelserne blev bussen ombygget og skåret delvist op. Efter optagelserne blev den hensat hos en tankstation i Måløv, hvor den stod, indtil den blev solgt til en privatperson. Bussen eksisterer stadig og kan af og til ses i Vanløse i København.

## Medvirkende
Hovedroller
- Jess Ingerslev – Palle
- Tom McEwan – Polle
- Ghita Nørby – Ruth
- Tommy Kenter – Fætter Sigurd Kæphøj
- Ole Fick – Hr. (Otto) Fladmast, Sigurds tjener

## Afsnit og bipersoner
| Afsnit              | Claus Nissen | Øyvind Ougaard       | Finn Rye Petersen      | Lars Knutzon                     | Allan Olsen          |
| ------------------- | ------------ | -------------------- | ---------------------- | -------------------------------- | -------------------- |
| 1. Hjemme           | Dr. Benzin   | Dr. Luft             | Dr. Olie               |                                  |                      |
| 2. Alperne          |              | Lokal spillemand     | Lokal spillemand       |                                  |                      |
| 3. Musikværkstedet  |              | Og                   | Stenvej                | Søn                              |                      |
| 4. Urskoven         | Pølsemand    |                      |                        |                                  |                      |
| 5. Ørkenen          |              |                      | Købmanden              |                                  |                      |
| 6. Cirkus           |              | Klovn                | Klovn                  | Kanonkonge                       |                      |
| 7. Bagdad           |              | Sælger               |                        |                                  |                      |
| 8. Spøgelsesslottet |              |                      |                        |                                  |                      |
| 9. Nordpolen        |              |                      | Den afskyelige snemand | Eskimo                           |                      |
| 10. Funnyland       |              |                      | Vagabond               | Vagabond                         |                      |
| 11. Palmeø          |              | Musiker              | Musiker                | Opsynsmand                       |                      |
| 12. Uddevalla       |              | Souvenirsælger       |                        | Souvenirsælger Syngende svensker |                      |
| 13. Hjemme igen     |              | Forkølelsesassistent |                        |                                  | Forkølelsesassistent |